# Cantone di Baccarat
Il Cantone di Baccarat è una divisione amministrativa dell'arrondissement di Lunéville.
A seguito della riforma approvata con decreto del 26 febbraio 2014, che ha avuto attuazione dopo le elezioni dipartimentali del 2015, è passato da 20 a 91 comuni.

## Composizione
I 20 comuni facenti parte prima della riforma del 2014 erano:
- Azerailles
- Baccarat
- Bertrichamps
- Brouville
- Deneuvre
- Flin
- Fontenoy-la-Joûte
- Gélacourt
- Glonville
- Hablainville
- Lachapelle
- Merviller
- Mignéville
- Montigny
- Pettonville
- Reherrey
- Thiaville-sur-Meurthe
- Vacqueville
- Vaxainville
- Veney

Dal 2015 i comuni appartenenti al cantone sono i seguenti 91:
- Amenoncourt
- Ancerviller
- Angomont
- Arracourt
- Athienville
- Autrepierre
- Avricourt
- Azerailles
- Baccarat
- Badonviller
- Barbas
- Bathelémont
- Bénaménil
- Bertrambois
- Bertrichamps
- Bezange-la-Grande
- Bionville
- Blâmont
- Blémerey
- Bréménil
- Brouville
- Bures
- Buriville
- Chazelles-sur-Albe
- Chenevières
- Cirey-sur-Vezouze
- Coincourt
- Deneuvre
- Domèvre-sur-Vezouze
- Domjevin
- Emberménil
- Fenneviller
- Flin
- Fontenoy-la-Joûte
- Fréménil
- Frémonville
- Gélacourt
- Glonville
- Gogney
- Gondrexon
- Hablainville
- Halloville
- Harbouey
- Herbéviller
- Igney
- Juvrecourt
- Lachapelle
- Laneuveville-aux-Bois
- Laronxe
- Leintrey
- Manonviller
- Marainviller
- Merviller
- Mignéville
- Montigny
- Montreux
- Mouacourt
- Neufmaisons
- Neuviller-lès-Badonviller
- Nonhigny
- Ogéviller
- Parroy
- Parux
- Petitmont
- Pettonville
- Pexonne
- Pierre-Percée
- Raon-lès-Leau
- Réchicourt-la-Petite
- Réclonville
- Reherrey
- Reillon
- Remoncourt
- Repaix
- Saint-Clément
- Saint-Martin
- Saint-Maurice-aux-Forges
- Saint-Sauveur
- Sainte-Pôle
- Tanconville
- Thiaville-sur-Meurthe
- Thiébauménil
- Vacqueville
- Val-et-Châtillon
- Vaucourt
- Vaxainville
- Vého
- Veney
- Verdenal
- Xousse
- Xures